# Mușat & Asociații
Mușat & Asociații este una dintre primele firme de avocați înființate în România după Revoluție, având în prezent 74 de avocați dintre care 13 avocați asociați. Oferă servicii de consultanță în domenii precum fuziuni & achiziții, privatizări, drept bancar, energie & resurse naturale, concurență, drept societar, telecomunicații & IT, dreptul muncii, fiscalitate, piețe de capital, drept imobiliar, dreptul mediului, litigii & arbitraje comerciale.

## Cifra de afaceri
- în 2007: 15,7 milioane euro
- în 2008: 18,5 milioane euro — creștere cu 30% față de rezultatul din 2007[1]
- în 2009: 16 milioane euro